# مرسدس منافرا
ماریا د لاس مرسدس منافرا رودریگز (زاده ۲۰ ژوئن ۱۹۴۳) یک کارآفرین اروگوئه‌ای است که از سال ۲۰۰۰ تا ۲۰۰۵ به عنوان بانوی اول اروگوئه در کنار همسرش، خورخه باتله، رئیس‌جمهور وقت اروگوئه، خدمت کرد. او همچنین رئیس سازمان تودوس پور است.

## زندگی
مرسدس منافرا در خانواده‌ای تحصیل کرده متولد شد. پدرش یک شیمیدان دارویی و مدیر داروخانه زنجیره‌ای منافرا در پونتا دل استه بود که همچنان در مالکیت خانواده قرار دارد. مادرش، مرسدس رودریگز، نیز شیمیدان دارویی بود و به عنوان آکادمیک در دانشکده شیمی دانشگاه جمهوری فعالیت داشت.
مرسدس تحصیلات ابتدایی و متوسطه خود را در مدرسه ملی خوزه پدرو وارلا گذراند. او مدرک لیسانس حقوق خود را دریافت کرد و در دانشکده حقوق و علوم اجتماعی دانشگاه جمهوری تحصیل کرد. او به زبان‌های انگلیسی، فرانسوی و ایتالیایی تسلط دارد. از ازدواج اول خود، دختری به نام ماریا پائولا دارد.
در سال ۱۹۷۷، او شرکت صادراتی خود را در صنعت دست‌باف تأسیس کرد و در ۱۹۸۹ با خورخه باتله ازدواج کرد. در آن زمان، باتله سناتور جمهوری بود و یک دهه بعد، به ریاست‌جمهوری رسید.
در ۱۹۹۵، منافرا به عنوان رئیس مرکزگاردل، که برای توانبخشی و تفریح افراد دارای معلولیت فعالیت می‌کرد، منصوب شد و تا سال ۲۰۰۰ در این سمت باقی ماند.
مرسدس منافرا در طول فعالیت‌های اجتماعی و بشردوستانه خود جوایز متعددی دریافت کرده است:
۱۹۹۹: دریافت جایزه آرتیگاس برای زنان اروگوئه‌ای به دلیل فعالیت‌هایش در جهت به رسمیت شناختن حقوق زنان.
۲۰۰۰: دریافت جایزه زنان کارآفرین از انجمن ایبرو-آمریکایی زنان کارآفرین.
۲۰۰۱: دریافت جایزه زن سال ۲۰۰۱ از روزنامه‌نگاران اروگوئه، به پاس خدماتش به زنان اروگوئه.
۲۰۰۱: دریافت جایزه از سازمان بین‌المللی سوکا گاکای ژاپن به عنوان نماینده زنان جهان در میان ۱۶۵ کشور عضو این سازمان.
۲۰۰۵: پس از پایان دوره بانوی اولی، او به ریاست سازمان (همه برای اروگوئه) ادامه داد.
۲۰۰۶: دریافت جایزه زن سال ۲۰۰۵ از سوی سازمان بین‌المللی زونتا در مراسمی در پونتا دل آسته.
۲۰۰۱: دریافت جایزه زنان داوطلب اجتماعی از سوی سازمان صدای همبستگی، در راستای سال بین‌المللی داوطلبان.
مرسدس منافرا سازمان غیرانتفاعی تودوس پور را تأسیس و رهبری کرد که در حوزه‌های زیر فعالیت دارد:
Made Here (حمایت از تولیدات محلی)، Scholastic Smiles (حمایت از آموزش و دانش‌آموزان)، The Creole Table (برنامه‌های تغذیه و حمایت غذایی)، Musical Journey (ترویج آموزش موسیقی)، Different Capacities (حمایت از افراد دارای معلولیت)، United Hands (برنامه‌های داوطلبانه اجتماعی)، Computers for More Schools (تأمین تجهیزات رایانه‌ای برای مدارس محروم)
در ۱ مارس ۲۰۰۵ دوره او به عنوان بانوی اول به پایان رسید. با این حال او به عنوان رئیس تودوس پور اروگوئه در این سمت باقی ماند.
مالاندو یکی از اعضای سازمان بین‌المللی زونتا پونتا دل آسته در ۸ مارس ۲۰۰۶، به مناسبت روز جهانی زن، در هتل جین کلور در پونتا دل آسته، به مرسدس منافرا عنوان زن سال ۲۰۰۵ را اعطا کرد.
همسرش، خورخه باتله، در ۲۴ اکتبر ۲۰۱۶ درگذشت.

## کتابشناسی
- Vierci, Pablo (2015). Ellas 5. Montevideo: Aguaclara. ISBN 9789974994232.